# Lijst van Nederlandse kampioenen puntenkoers
De puntenkoers staat op het programma van het Nederlands kampioenschap baanwielrennen sinds 1989. 

## Nederlands kampioenen
| Jaar | Heren             | Dames                         |
| ---- | ----------------- | ----------------------------- |
| 1989 | Herman Ponsteen   |                               |
| ...  |                   |                               |
| 1983 | Leo van Vliet     |                               |
| 1984 | Theo Smit         |                               |
| 1985 | Peter Pieters     |                               |
| 1986 | Frits Pirard      |                               |
| ...  |                   |                               |
| 1989 |                   | Angelique Jekel-Greupink      |
| 1990 |                   | Cyntha Lutke Schipholt        |
| 1991 |                   | Petra de Boer-Grimbergen      |
| 1992 |                   | Ingrid Haringa                |
| 1993 |                   | Ingrid Haringa                |
| 1994 | Richard Rozendaal | Ingrid Haringa                |
| 1995 | Peter Pieters     | Ingrid Haringa                |
| 1996 | Peter Pieters     | Ingrid Haringa                |
| 1997 | Richard Rozendaal | Ingrid Haringa                |
| 1998 | Peter Pieters     | Leontien Zijlaard-van Moorsel |
| 1999 | Wilco Zuijderwijk | Leontien Zijlaard-van Moorsel |
| 2000 | John den Braber   | Leontien Zijlaard-van Moorsel |
| 2001 | Robert Slippens   | Leontien Zijlaard-van Moorsel |
| 2002 | Wilco Zuijderwijk | Leontien Zijlaard-van Moorsel |
| 2003 | Matthé Pronk      | Adrie Visser                  |
| 2004 | Peter Schep       | Adrie Visser                  |
| 2005 | Niki Terpstra     | Adrie Visser                  |
| 2006 | Pim Ligthart      | Adrie Visser                  |
| 2007 | Pim Ligthart      | Marianne Vos                  |
| 2008 | Wim Stroetinga    | Vera Koedooder                |
| 2009 | Arno van der Zwet | Roxane Knetemann              |
| 2010 | Raymond Kreder    | Kirsten Wild                  |
| 2011 | Nick Stöpler      | Kirsten Wild                  |
| 2012 | Wim Stroetinga    | Roxane Knetemann              |
| 2013 | Raymond Kreder    | Kirsten Wild                  |
| 2014 | Didier Caspers    | Kirsten Wild                  |
| 2015 | Wim Stroetinga    | Vera Koedooder                |
| 2016 | Michel Kreder     | Kirsten Wild                  |
| 2017 | Yoeri Havik       | Marjolein van 't Geloof       |
| 2018 | Yoeri Havik       | Kirsten Wild                  |